# Sheldon Lewis
Ne doit pas être confondu avec Lewis Sheldon.
Pour les articles homonymes, voir Lewis.

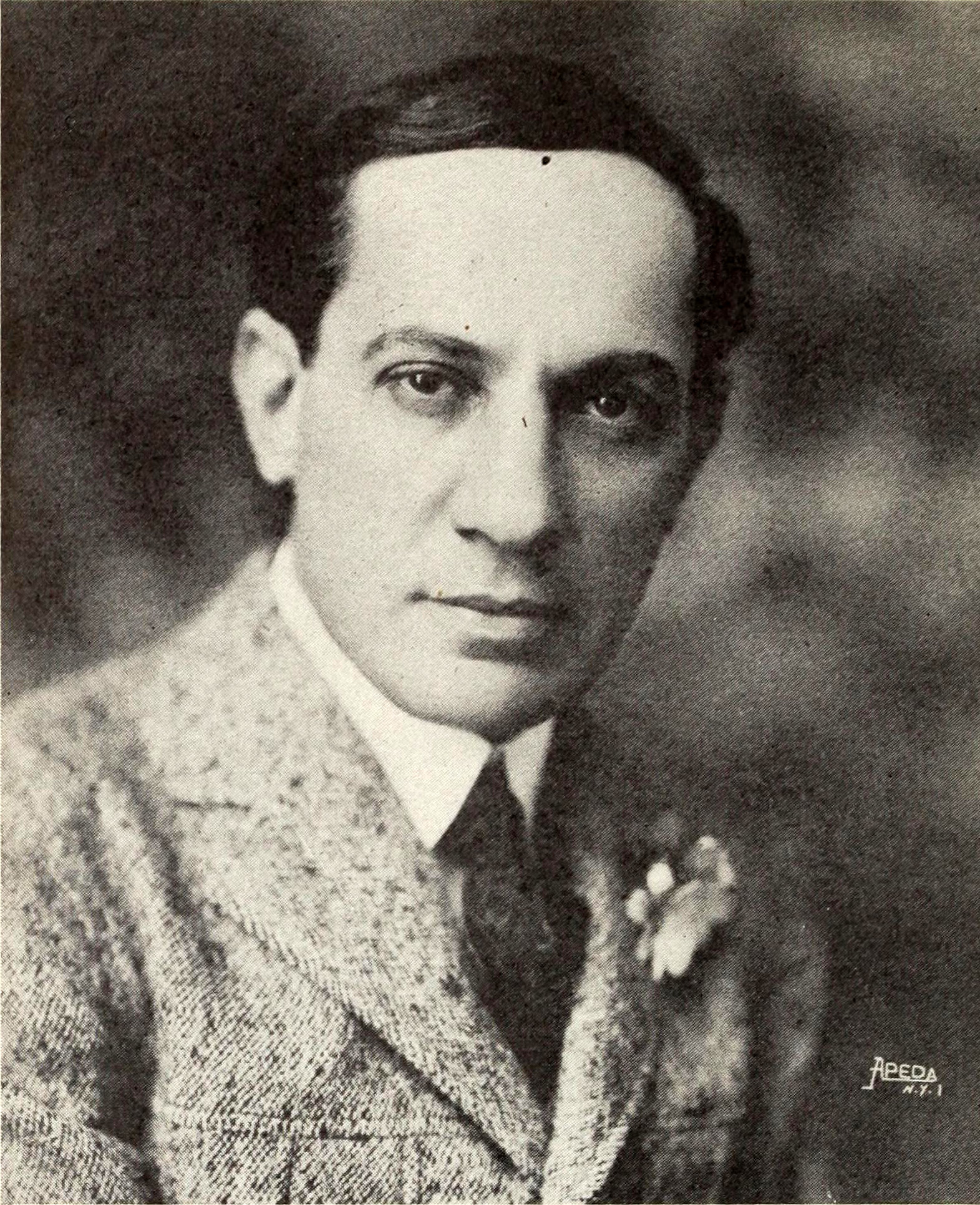
Sheldon Lewis en 1921

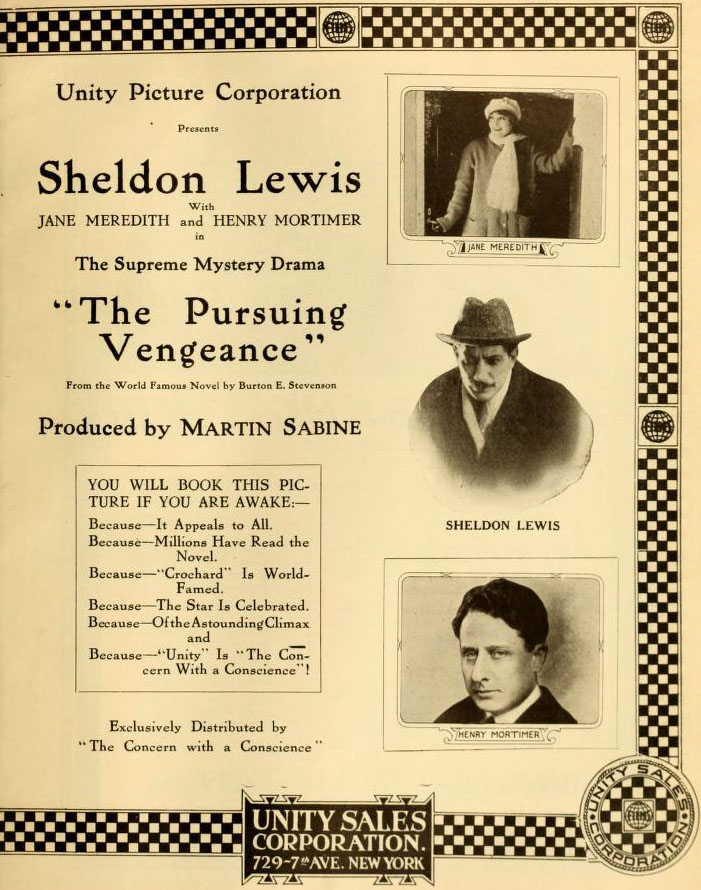
The Pursuing Vengeance (1916)

Sheldon Lewis, né le 20 avril 1868 à Philadelphie, Pennsylvanie (États-Unis) et mort le 7 mai 1958 à San Gabriel (États-Unis), est un acteur américain.

## Biographie
Il fut l'époux de l'actrice Virginia Pearson et mourut dans la misère, un mois avant elle.

## Filmographie
- 1914 : The Ticket-of-Leave Man : Allen Bancroft
- 1914 : Les Mystères de New York (The Exploits of Elaine) : Perry Bennett / The Clutching Hand
- 1915 : The Coward
- 1915 : Bragga's Double
- 1915 : Jabez's Conquest
- 1915 : Business Rivals
- 1915 : An Affair of Three Nations : Dr. Morse
- 1915 : The Menace of the Mute : David Hume
- 1915 : The House of Fear : Charles Cramp
- 1916 : The King's Game : Count Sergius Dardinilis
- 1916 : Le Masque aux dents blanches (The Iron Claw) de George B. Seitz et Edward José : Legar, The Iron Claw
- 1916 : The Pursuing Vengeance : Crochard
- 1916 : Charity : Mr. Fleming
- 1917 : The Warfare of the Flesh : George Harmon
- 1917 : The Hidden Hand (en) : Dr. Scarley
- 1918 : Wolves of Kultur
- 1919 : The Bishop's Emeralds : Richard Bannister
- 1919 : Impossible Catherine : White Cloud
- 1920 : Dr. Jekyll and Mr. Hyde : Doctor Jekyll / Mr. Hyde
- 1920 : The Silent Barrier : Mark Bower
- 1921 : Les Deux Orphelines (Orphans of the Storm) : Jacques Frochard
- 1922 : When the Desert Calls : Richard Manners
- 1923 : Jacqueline, or Blazing Barriers : Henri Dubois
- 1923 : Little Red School House : Mr. Matt Russell
- 1923 : Sourire d'enfant (The Darling of New York) de King Baggot : Giovanni
- 1924 : Missing Daughters : Tony Hawks
- 1924 : Le Million de Richard (In Fast Company) : Drexel Draig
- 1924 : The Enemy Sex (en) de James Cruze : Albert Edward Sassoon
- 1924 : Honor Among Men : King Louis
- 1924 : The Dangerous Flirt : Don Alfonso
- 1924 : Those Who Dare : Serpent Smith
- 1925 : Mac's Beth
- 1925 : À la dérive (The Top of the World) : 'Doctor' Kieff
- 1925 : Dangerous Pleasure
- 1925 : New Lives for Old de Clarence G. Badger : Pugin
- 1925 : À toute vitesse (Super Speed) : Stanton Wade
- 1925 : Silent Sanderson : Single Tooth Wilson
- 1925 : The Sporting Chance d'Oscar Apfel : Michael Collins
- 1925 : Defend Yourself : Smiley Bill Curtain
- 1925 : The Mysterious Stranger : Herman Bennett
- 1925 : Fighting the Flames : Big Jim
- 1925 : Battling Romeo
- 1925 : Kit Carson Over the Great Divide : Flint Bastille
- 1925 : Bashful Buccaneer : First Mate
- 1925 : The Red Kimona : District Attorney
- 1925 : Taming of the Shrewd
- 1925 : Accused : Bull McLeod
- 1925 : Lure of the Track
- 1926 : A Desperate Moment : Blackie Slade
- 1926 : Vanishing Millions
- 1926 : Bride of the Storm : Piet Kroon
- 1926 : Buffalo Bill on the U.P. Trail : Major Mike Connel
- 1926 : The Gilded Highway : Uncle Nicholas Welby
- 1926 : Lightning Hutch : Boris Kosloff
- 1926 : The Self Starter
- 1926 : The Two-Gun Man de  David Kirkland : Ivor Johnson
- 1926 : Senor Daredevil : Ratburn
- 1926 : Moran of the Mounted : Lamont
- 1926 : Don Juan : Gentleman of Rome
- 1926 : Beyond the Trail (en) de Albert Herman : Foreman Cal
- 1926 : The Sky Pirate
- 1926 : Exclusive Rights : Bickel
- 1927 : Driven from Home
- 1927 : The Overland Stage : Jules
- 1927 : Life of an Actress : Hiram Judd
- 1927 : Burning Gold (en) de  John W. Noble : James Clark
- 1927 : The Love Wager
- 1927 : The Ladybird : Spider
- 1927 : Hazardous Valley
- 1927 : The Cruise of the Hellion : Captain Drake
- 1927 : Born to Battle : Hank Tolliver
- 1928 : Top Sergeant Mulligan : The spy
- 1928 : Turn Back the Hours : Breed
- 1928 : Marlie the Killer : Tom Arnold
- 1928 : The Chorus Kid : Jacob Feldman
- 1928 : The Sky Rider : Doc Shade
- 1928 : The Code of the Scarlet : Bartender
- 1928 : The Chinatown Mystery de J. P. McGowan
- 1928 : The Little Wild Girl : Wanakee
- 1928 : The River Woman : Mulatto Mike
- 1929 : Untamed Justice : Sheriff
- 1929 : Seven Footprints to Satan : The Spider
- 1929 : Magie noire (Black Magic) : Witchdoctor
- 1929 : Tarzan le Tigre : Achmet Zek
- 1930 : Firebrand Jordan : David Hampton
- 1930 : Terry of the 'Times' : Macy
- 1930 : Riders of the Rio
- 1931 : The Phantom (en) : The Thing
- 1932 : The Monster Walks : Robert Earlton
- 1932 : Tex Takes a Holiday
- 1932 : Tombstone Canyon (en) d'Alan James : Matt Daley (The Phantom)
- 1933 : Gun Justice : Lawyer Hawkins
- 1936 : The Cattle Thief (en) de Spencer Gordon Bennet : J. W. Dolson